# Judo-Europameisterschaften der Frauen 1984
Die Judo-Europameisterschaften 1984 der Frauen fanden vom 17. bis 18. März 1984 in der Wasgauhalle in Pirmasens statt. Die Mannschaft aus dem Gastgeberland gewann weniger Medaillen als im Jahr zuvor in Genua.
Die Britin Karen Briggs gewann ihren dritten Titel in Folge. Insgesamt waren es die zehnten Europameisterschaften für Frauen, Edith Hrovat aus Österreich gewann bei jeder dieser zehn Europameisterschaften eine Medaille, insgesamt achtmal Gold und zweimal Bronze.

## Ergebnisse
| Gewichtsklasse                 | Gold               | Silber             | Bronze                              |
| ------------------------------ | ------------------ | ------------------ | ----------------------------------- |
| Superleichtgewicht (bis 48 kg) | Karen Briggs       | Fabienne Boffin    | Birgit Friedrich Dolores Veguillas  |
| Halbleichtgewicht (bis 52 kg)  | Edith Hrovat       | Patrizia Montaguti | Inge Heuvelmans Sacramento Moyano   |
| Leichtgewicht (bis 56 kg)      | Diane Bell         | Gerda Winklbauer   | Regina Philips Béatrice Rodriguez   |
| Halbmittelgewicht (bis 61 kg)  | Martine Rottier    | Petra Wahnsiedler  | Laura Di Toma Ann Hughes            |
| Mittelgewicht (bis 66 kg)      | Brigitte Deydier   | Roswitha Hartl     | Godelieve Lieckens Irene de Kok     |
| Halbschwergewicht (bis 72 kg)  | Barbara Claßen     | Christine Cicot    | Fabienne Antoine Theresa Hayden     |
| Schwergewicht (über 72 kg)     | Marjolein van Unen | Nathalie Lupino    | Marica Arsenović Maria Teresa Motta |
| Offene Klasse                  | Nathalie Lupino    | Maria Teresa Motta | Karin Kutz Sandra Bradshaw          |

## Medaillenspiegel
| Rang | Land                   | Gold | Silber | Bronze | Gesamt |
| ---- | ---------------------- | ---- | ------ | ------ | ------ |
| 1    | Frankreich             | 3    | 3      | 1      | 7      |
| 2    | Vereinigtes Königreich | 2    | –      | 3      | 5      |
| 3    | Österreich             | 1    | 2      | –      | 3      |
| 4    | BR Deutschland         | 1    | 1      | 3      | 5      |
| 5    | Niederlande            | 1    | –      | 2      | 3      |
| 6    | Italien                | –    | 2      | 2      | 4      |
| 7    | Belgien                | –    | –      | 2      | 2      |
| 7    | Spanien                | –    | –      | 2      | 2      |
| 9    | Jugoslawien            | –    | –      | 1      | 1      |
|      | Total                  | 8    | 8      | 16     | 32     |